# Stenoglene sulphureoides
Stenoglene sulphureoides is een vlinder uit de familie Eupterotidae. De wetenschappelijke naam van deze soort is voor het eerst geldig gepubliceerd in 2007 door Kühne.
De soort komt voor in tropisch Afrika.